# 夏の省エネキャンペーン
夏の省エネキャンペーン（なつのしょうエネキャンペーン）とは、夏季に集中的に実施される省エネルギーに関する啓発活動及びその期間。

## 期間
1991年（平成3年）より省エネルギーセンターにより実施。毎年7月1日～9月30日。これは夏の省エネルギー総点検の日である8月1日を中心とした期間である。
1990年（平成2年）に夏の省エネルギー総点検の日が制定されたことを受けて翌年から実施されている。